# ماریئه کوندو
ماریئه کوندو ((به ژاپنی: 近藤 麻理恵 Marie Kondo)؛ زادهٔ ۹ اکتبر ۱۹۸۴) نویسنده، مشاور، نویسنده غیر داستانی، مجری تلویزیون، مدیر اجرایی تولید، و تأثیرگذار اهل ژاپن است. وی از سال ۱۹۹۷ میلادی تاکنون مشغول فعالیت بوده است.
وی همچنین برندهٔ جوایزی همچون تایم ۱۰۰ شده است.